# オリヴィエ・カザール
オリヴィエ・カザール（Olivier Cazal, 1962年 - ）は、フランスのクラシック音楽のピアニスト。

## 生涯
地元のトゥールーズ地方音楽院を卒業後、パリ国立音楽学校に入学。ピエール・サンカン、ミハイル・フェールマンに師事。1988年、マリア・カナルス・バルセロナ国際音楽演奏コンクールで2位。1991年、ブゾーニ国際ピアノコンクールで1位なしの2位。1992年、ロン＝ティボー国際コンクールで3位。同年、シドニー国際ピアノコンクールで2位。1993年、スペインで開催されたプレミオ・ハエン国際ピアノコンクールで1位。
ソフィア・フィルハーモニー管弦楽団とのピアノ協奏曲の録音や、ナクソスにフランシス・プーランクのピアノ作品全集の録音を行うなど、精力的に活動している。